# Rade b. Hohenwestedt
Rade b. Hohenwestedt település Németországban, Schleswig-Holstein tartományban. Lakosainak száma 99 fő (2023. december 31.).

## Népesség
A település népességének változása:
| Lakosok száma | 111  | 89   | 87   | 99   | 99   | 99   |
|               | 1975 | 2017 | 2019 | 2021 | 2022 | 2023 |